# Anton M. Storch

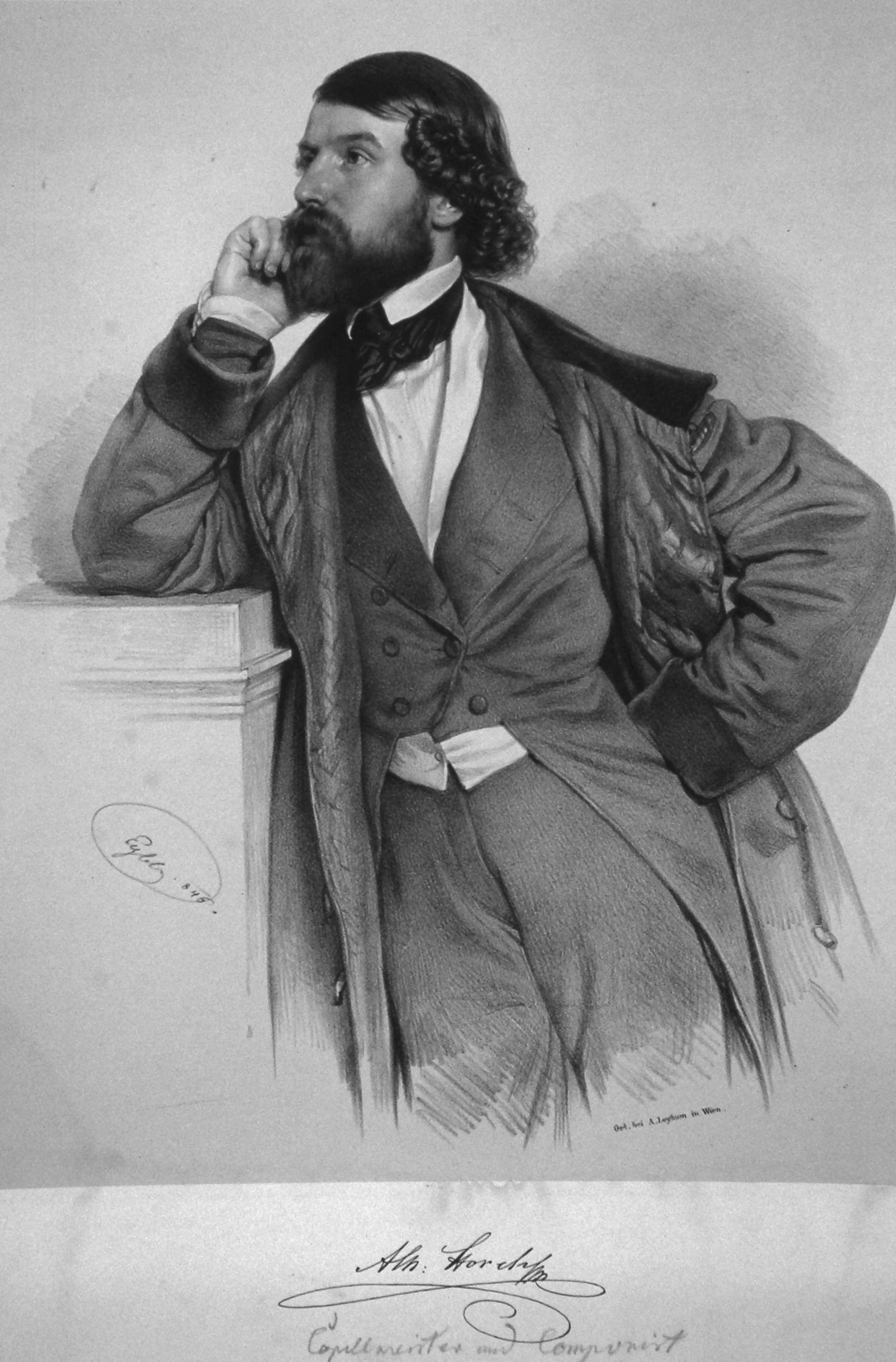
Anton (M.) Storch, Lithographie von Franz Eybl, 1846

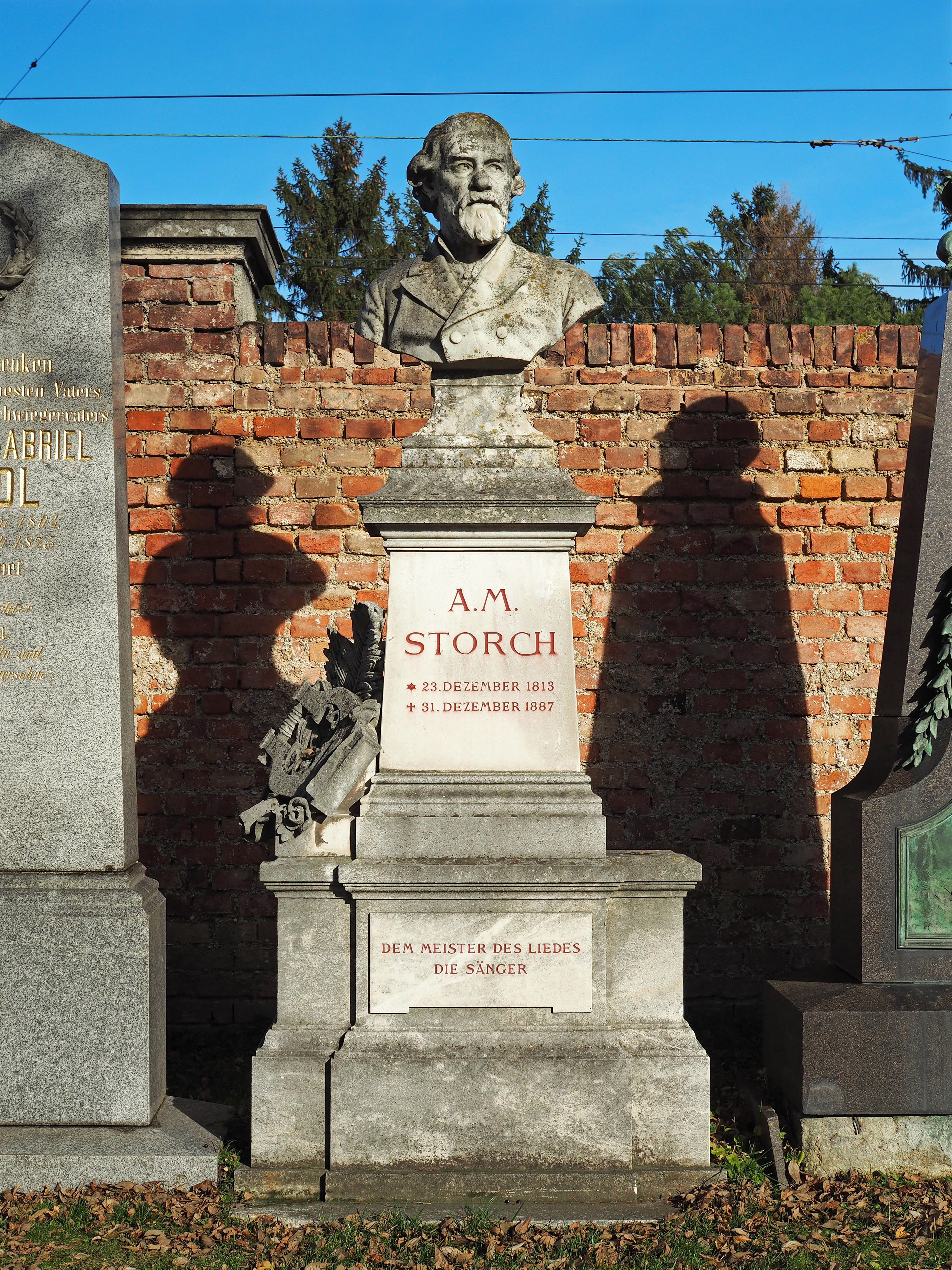
Grabstätte von Anton M. Storch

Anton M. Storch, für/auch: Anton Michael Storch bzw. Anton Maria Storch bzw. Anton Monachus Storch bzw. Anton Max Storch bzw. Anton Martin Storch, (* 23. Dezember 1813 in Wien; † 31. Dezember 1887 ebenda) war ein österreichischer Komponist und Chorleiter.

## Leben
Storch erhielt Unterricht von dem Musiklehrer Michael Eckel und studierte am Konservatorium der Gesellschaft der Musikfreunde (heute Universität für Musik und darstellende Kunst Wien). 
Storch war Chorleiter des Wiener Männergesang-Vereins, der Liedertafel Frohsinn in Linz und des Niederösterreichischen Sängerbundes, sowie Orchesterdirektor am Theater an der Wien und Theater in der Josefstadt.
Sein Sohn Anton Storch (* 25. Dezember 1843, Wien; † 19. April 1873, Wien) trat als Kapellmeister und Komponist in die Fußstapfen des Vaters.
Das Ehrengrab von Anton M. Storch befindet sich auf dem Wiener Zentralfriedhof (Gruppe 0, Reihe 1, Nummer 11).